# اینداستریال لایت اند مجیک
اینداستریال لایت اند مجیک (انگلیسی: Industrial Light & Magic) یا به اختصار(مخفف) آی‌ال‌ام (انگلیسی: (ILM(به فارسی: نور و جادوی صنعتی) یک شرکت فیلم آمریکایی است که در حوزه جلوه‌های بصری فعالیت می‌کند. آی‌ال‌ام زیرمجموعه لوکاس فیلم بوده و توسط فیلم‌ساز آمریکایی، جرج لوکاس خلق شده‌است. این کمپانی کار خود را در دهه هفتاد و با ساخت جلوه‌های ویژه مجموعه فیلم جنگ‌های ستاره‌ای آغاز کرد که برای آن‌ها جایزه اسکار را به همراه داشت. آی‌ال‌ام هم‌اکنون یکی از شناخته‌شده‌ترین شرکت‌های جلوه‌ها ویژه در دنیا است که با کمپانی و کارگردانان بزرگ همکاری می‌کند.